# Cafarnaúm (película)
Cafarnaúm (en árabe: کفرناحوم‎) es una película libanesa de 2018 escrita y dirigida por Nadine Labaki. Fue seleccionada para competir por la prestigiosa Palma de Oro en el Festival Internacional de Cine de Cannes de 2018, donde ganó el Premio del Jurado. Recibió una ovación de quince minutos tras ser presentada en Canes el 17 de mayo de 2018.
Sony Pictures Classics, que se encargó de distribuir los derechos de la película anterior de Labaki, ¿A dónde vamos ahora?, compró los derechos de distribución de la cinta para América del Norte y América Latina, mientras que la compañía Wild Bunch conservó los derechos internacionales.
Cafarnaúm es la película árabe de mayor recaudación y la película de Medio Oriente con mayor recaudación de todos los tiempos, después de convertirse en un éxito en la taquilla internacional con más de $ 68 millones en todo el mundo, contra un presupuesto de producción de $ 4 millones. Su mayor mercado internacional es China, donde se convirtió en una película sorpresivamente taquillera con una recaudación de más de 54 millones de dólares.

## Sinopsis
Zain, un niño de 12 años de los barrios marginales de Beirut, cumple una condena de cinco años en prisión por apuñalar a un hombre. Ni Zain ni sus padres saben su fecha exacta de nacimiento, ya que nunca recibieron un certificado de nacimiento oficial. Zain es llevado ante un tribunal, después de haber decidido emprender acciones civiles contra sus padres, su madre Souad y su padre Selim. Cuando el juez le pregunta por qué quiere demandar a sus padres, Zain responde «porque yo nací», expresando que ellos son los principales responsables de su dura infancia y de su vida conflictiva y caótica. Mientras tanto, las autoridades libanesas procesan a un grupo de trabajadores inmigrantes ilegales, incluida una joven etíope llamada Rahil.
La historia se remonta varios meses antes de que Zain fuera arrestado. Zain usa recetas falsificadas para comprar pastillas de tramadol en varias farmacias. Más tarde, Zain y su hermana Sahar aplastan las píldoras hasta convertirlas en polvo y las sumergen en ropa, que su madre vende a los drogadictos en prisión. Zain también trabaja como repartidor para Assad, el casero de la familia y el dueño de un mercado local. Una mañana, Zain descubre que Sahar ha comenzado su período y la ayuda a ocultar la evidencia, creyendo que se casará con Assad si sus padres descubren que se ha convertido en una mujer.
Zain hace planes para escapar con Sahar y comenzar una nueva vida. Sin embargo, sus sospechas resultan correctas ya que Sahar es casada con Assad antes de que puedan escapar. Furioso con sus padres, Zain huye y toma un autobús, donde se encuentra con un anciano vestido con un traje de Spider-Man que se hace llamar «Hombre Cucaracha». El hombre cucaracha se baja del autobús en un parque de diversiones y Zain lo sigue, pasando el resto del día en el parque. Mientras está en la noria, Zain ve una hermosa puesta de sol y comienza a llorar. Más tarde, Zain conoce a Rahil, una mujer trabajadora migrante etíope que trabaja como limpiadora en el parque. Ella se compadece de Zain y acepta dejarlo vivir con ella en su casa de malas condiciones a cambio de que Zain cuide a su hijo indocumentado Yonas cuando está en el trabajo.
Los documentos falsificados de Rahil expirarán pronto y ella no tiene suficiente dinero para pagarle a su falsificador Aspro por nuevos documentos. Aspro ofrece falsificar los documentos de forma gratuita si le entrega a Yonas para que éste pueda ser adoptado. Rahil se niega, a pesar de las afirmaciones de Aspro de que el estado indocumentado de Yonas significará que nunca podrá recibir una educación o ser empleado. Los documentos de Rahil caducan y es arrestada por las autoridades libanesas. Después de que ella no regrese al departamento, Zain entra en pánico. Pasan varios días, y Zain comienza a cuidar a Yonas por su cuenta, afirmando que son hermanos, y comienza a vender tramadol nuevamente para ganar dinero.
Un día, mientras está en un zoco, Zain conoce a una joven llamada Maysoun, quien trabajaba también en la calle. Maysoun es una refugiada siria y afirma que Aspro acordó en enviarla a Suecia. Zain le pide a Aspro que lo envíe también a Suecia, lo que Aspro acepta hacer si Zain le da a Yonas. Zain acepta a regañadientes, y Aspro le dice que necesitará algún tipo de identificación para convertirse en refugiado. Zain regresa con sus padres y les exige que le den su identificación, a lo que le dicen que no tiene ninguno. Después de negarlo por irse, lo echan de su casa, pero no sin antes revelar que Sahar había muerto recientemente debido a dificultades con su embarazo. Furioso, Zain roba un cuchillo y apuñala a Assad. Es arrestado y sentenciado a cinco años en la prisión de Roumieh.
Mientras está en prisión, Zain se entera de que su madre está embarazada y planea nombrar al niño Sahar. Disgustado por la falta de remordimiento de su madre por la muerte de su hija, se pone en contacto con los medios de comunicación y dice que está cansado de que los padres descuiden a sus hijos y planea demandar a sus padres por continuar teniendo hijos cuando no pueden cuidarlos. Zain también alega que Aspro está adoptando niños ilegalmente y los está maltratando. La casa de Aspro es allanada y los niños y los padres se reúnen, incluidos Yonas y Rahil.
La foto de Zain es tomada para su tarjeta de identificación. Aunque al principio le resulta difícil, logró sonreír.

## Reparto
| Personajes        | Actores Originales Líbano   | Actores de Doblaje España |
| ----------------- | --------------------------- | ------------------------- |
| Aspro             | Alaa Chouchnieh             | Nacho Porrata             |
| Assaad            | Nour El Husseini            | Hermógenes Alonso         |
| Daad              | Samira Chalhoub             | Toni Avilés               |
| Harout            | Joseph Jimbazian            | Joaquín Casado            |
| Juez              | Elías Khoury                | Ramón Rocabayera          |
| Maysoun           | Farah Hasno                 | Tatiana Supervía          |
| Nadine            | Nadine Labaki               | Lourdes Contreras         |
| Presentador de TV | Joe Maalouf                 | -                         |
| Rahil             | Yordanos Shiferaw           | María Romeu               |
| Sahar             | Cedra Izzam                 | -                         |
| Selim             | Fadi Yousef                 | Domenech Farell           |
| Souad             | Kawsar Al Haddad            | -                         |
| Yonas             | Boluwatife Treasure Bankole | -                         |
| Zain              | Zain Al Rafeea              | Meritxell Ané             |

## Recepción
Cafarnaúm tiene un porcentaje aprobatorio del 76% basado en 34 reseñas en Rotten Tomatoes. Tras su estreno en Francia, Cafarnaúm fue alabada por la crítica y cuenta con una puntuación de 4.5 sobre 5 en Allocine.

### Premios
La película fue seleccionada para representar a Líbano en los Premios de la Academia en la categoría de mejor película de habla no inglesa en 2018 y logró entrar en la lista final de nominadas.
| Premio                                         | Fecha de ceremonia                       | Categoría                          | Receptor(es)                                                                         | Resultado | Ref           |
| ---------------------------------------------- | ---------------------------------------- | ---------------------------------- | ------------------------------------------------------------------------------------ | --------- | ------------- |
| Premios Óscar                                  | 23 de febrero de 2019                    | Mejor película de habla no inglesa | Nadine Labaki                                                                        | Nominada  |               |
| Premios Asian Pacific Scren                    | 29 de noviembre de 2018                  | Mejor director                     | Nadine Labaki                                                                        | Ganadora  | [ 15 ] [ 16 ] |
| Premios Asian Pacific Scren                    | 29 de noviembre de 2018                  | Mejor actor                        | Zain Al Rafeea                                                                       | Nominada  | [ 15 ] [ 16 ] |
| British Independent Film Awards                | 2 de diciembre de 2018                   | Mejor película independiente       | Nadine Labaki, Jihad Hojeily, Michelle Keserwani, Khaled Mouzanar and Michel Merkt   | Nominada  | [ 17 ]        |
| Festival de Cine de Calgary                    | 19 al 30 de septiembre de 2018           | Favorita de la audiencia           | Nadine Labaki                                                                        | Ganadora  | [ 18 ]        |
| Festival de Cine de Calgary                    | 19 al 30 de septiembre de 2018           | Favorita de la audiencia           | Nadine Labaki                                                                        | Ganadora  | [ 18 ]        |
| Festival de Cine de Cannes                     | 8 al 19 de mayo de 2018                  | Premio del jurado                  | Nadine Labaki                                                                        | Ganadora  | [ 7 ]         |
| Festival de Cine de Cannes                     | 8 al 19 de mayo de 2018                  | Premio del jurado ecuménico        | Nadine Labaki                                                                        | Ganadora  | [ 7 ]         |
| Chicago Film Critics Association               | 8 de diciembre de 2018                   | Mejor película extranjera          |                                                                                      | Nominada  | [ 19 ]        |
| Critics' Choice Movie Awards                   | 13 de enero de 2019                      | Mejor película extranjera          |                                                                                      | Nominada  | [ 20 ]        |
| FICFA                                          | 15 al 23 de noviembre de 2018            | Mejor película extranjera          | Nadine Labaki                                                                        | Ganadora  | [ 21 ]        |
| FICFA                                          | 15 al 23 de noviembre de 2018            | Premio de la audiencia             | Nadine Labaki                                                                        | Ganadora  | [ 21 ]        |
| Festival de Cine de Gent                       | 8 al 18 de octubre de 2018               | Premio de la audiencia             | Nadine Labaki                                                                        | Ganadora  | [ 22 ]        |
| Premios Globes de Cristal                      | 4 de febrero de 2019                     | Mejor película extranjera          | Nadine Labaki                                                                        | Pendiente | [ 23 ]        |
| Golden Globes                                  | 6 de enero de 2019                       | Mejor película extranjera          |                                                                                      | Nominada  | [ 24 ]        |
| Festival de Cine de Antalya                    | 29 de septiembre al 5 de octubre de 2018 | Mejor actor                        | Zain Al Rafeea                                                                       | Ganadora  | [ 25 ] [ 26 ] |
| Festival de Cine de Antalya                    | 29 de septiembre al 5 de octubre de 2018 | Premio del jurado                  | Nadine Labaki                                                                        | Ganadora  | [ 25 ] [ 26 ] |
| Festival de Cine de Leeds                      | 1 al 15 de noviembre de 2018             | Premio de la audiencia             | Nadine Labaki                                                                        | Ganadora  | [ 27 ]        |
| Festival de Cine de Melbourne                  | 2 al 19 de agosto de 2018                | Premio de la audiencia             | Nadine Labaki                                                                        | Ganadora  | [ 28 ]        |
| Festival de Cine de Miami                      | 11 al 14 de octubre de 2018              | Premio de la audiencia             | Nadine Labaki                                                                        | Ganadora  | [ 29 ]        |
| Festival de Cine de Mill Valley                | 3 al 13 de octubre de 2018               | Premio de la audiencia             | Nadine Labaki                                                                        | Ganadora  | [ 30 ]        |
| Festival de Cine Noruego                       | Agosto de 2018                           | Premio de la audiencia             | Nadine Labaki                                                                        | Ganadora  | [ 31 ]        |
| Festival de Cine de San Diego                  | 10 de diciembre de 2018                  | Mejor película extranjera          |                                                                                      | Ganadora  | [ 32 ]        |
| Festival de Cine de San Sebastián              | 21 al 29 de septiembre de 2018           | Premio de la audiencia             | Nadine Labaki                                                                        | Ganadora  | [ 33 ]        |
| Festival de Cine de Sao Paulo                  | 18 al 31 de octubre de 2018              | Premio de la audiencia             | Nadine Labaki                                                                        | Ganadora  | [ 34 ]        |
| Festival de Cine de Sarajevo                   | 10 al 17 de agosto de 2018               | Premio de la audiencia             | Nadine Labaki                                                                        | Ganadora  | [ 35 ]        |
| Festival de Cine de San Luis                   | 1 al 11 de noviembre de 2018             | Mejor película extranjera          | Nadine Labaki                                                                        | Ganadora  | [ 36 ]        |
| Festival de Cine de Estocolmo                  | 7 al 18 de noviembre de 2018             | Mejor guion                        | Nadine Labaki, Jihad Hojeily, Michelle Keserwany, Georges Kabbaz and Khaled Mouzanar | Ganadora  | [ 37 ]        |
| Festival de Cine de Estocolmo                  | 7 al 18 de noviembre de 2018             | Premio de la audiencia             | Nadine Labaki                                                                        | Ganadora  | [ 38 ]        |
| Washington D. C. Area Film Critics Association | 3 de diciembre de 2018                   | Mejor película extranjera          |                                                                                      | Nominada  | [ 39 ]        |